# Bohdan Winiarski

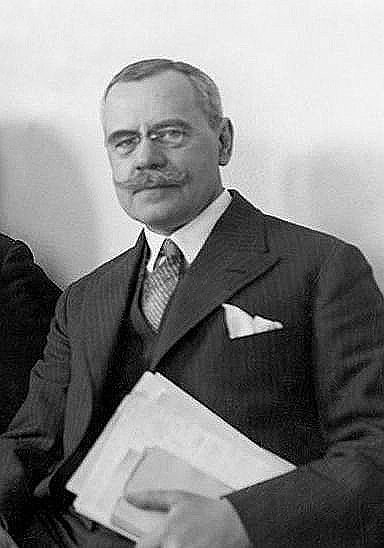
Bohdan Winiarski (1932)

Bohdan Stefan Winiarski (* 27. April 1884 in Bohdanów, Powiat Łomżyński; † 4. Dezember 1969 in Posen) war ein polnischer Jurist. Er fungierte ab 1921 als Professor an die Universität Posen und gehörte von 1946 bis 1967 als Richter dem Internationalen Gerichtshof an, darunter von 1961 bis 1964 als Präsident des Gerichts. Sein wissenschaftliches Wirken, für das er unter anderem 1929 in das Institut de Droit international aufgenommen wurde, betraf insbesondere das polnische und das französische Verfassungsrecht sowie das internationale Wasserrecht.

## Leben

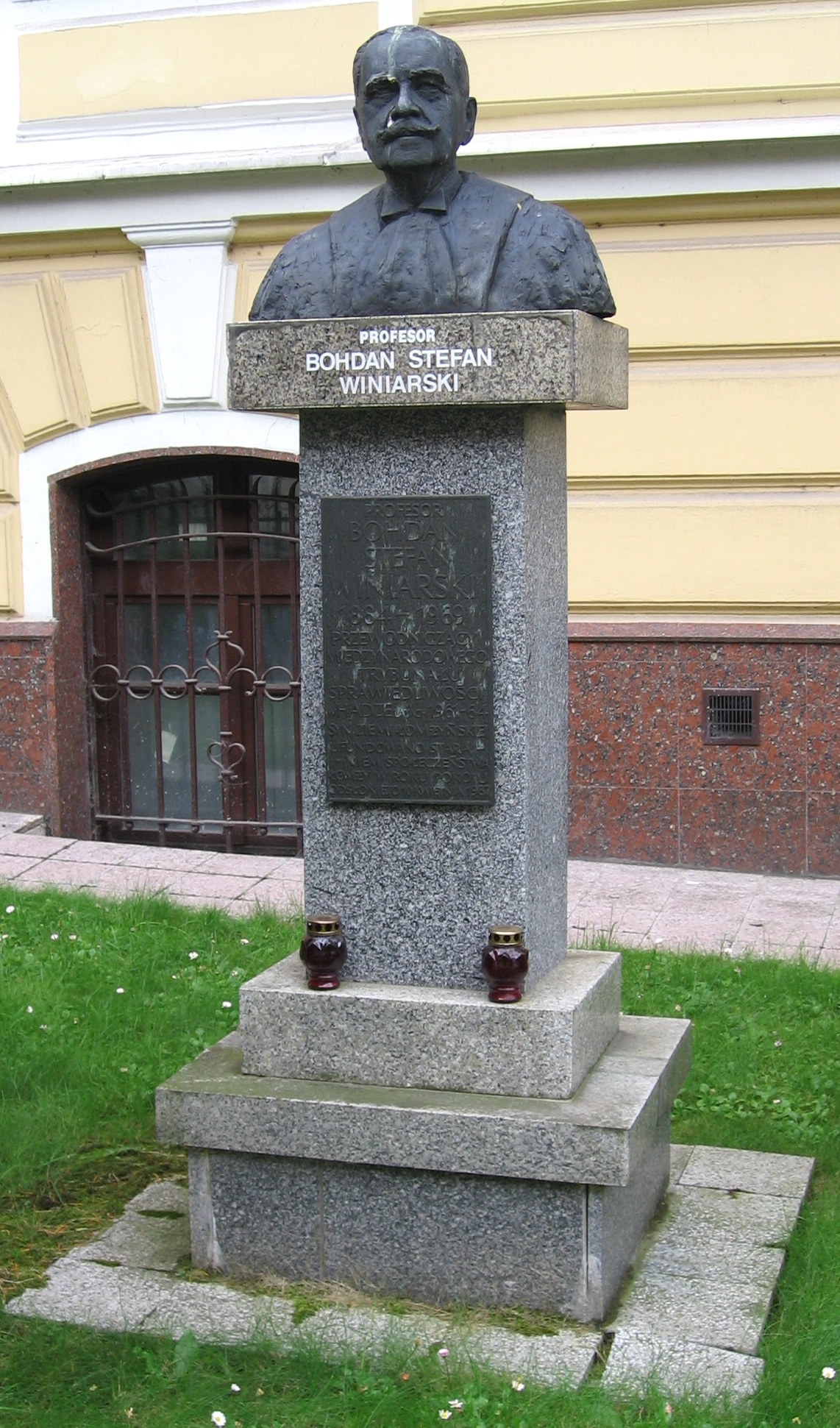
Gedenkbüste für Bohdan Winiarski in Łomża

Bohdan Winiarski wurde 1884 in Bohdanów in der Powiat Łomżyński geboren und studierte von 1905 bis 1909 Rechtswissenschaften in Warschau sowie Krakau. Er promovierte 1910 an der Jagiellonen-Universität und setzte anschließend sein Studium von 1910 bis 1911 in Paris und Heidelberg fort. Nachdem er danach zunächst an der Hochschule für Politikwissenschaften in Krakau unterrichtete, wechselte er 1921 als Professor an die Universität Posen. In den 1920er Jahren war er Mitglied der polnischen Delegationen zu mehreren Sitzungen der Generalversammlung des Völkerbundes.
Von 1921 bis 1927 war er Mitglied und von 1925 bis 1927 Präsident des Komitees des Völkerbundes zum Flussrecht, also zur Regelung der zwischenstaatlichen Beziehungen bei der Nutzung von Flüssen. 1944 gehörte er dem interalliierten Komitee zur Zukunft des Ständigen Internationalen Gerichtshofs an. Zwei Jahre später wurde er zum Richter am neu gegründeten Internationalen Gerichtshof gewählt. Er übte dieses Amt bis 1967 aus und war während dieser Zeit von 1961 bis 1964 Präsident des Gerichts. Darüber hinaus wirkte er 1965 als Präsident der in Warschau stattfindenden 52. Sitzung des Institut de Droit international, dem er seit 1929 angehörte.
Bohdan Winiarski starb 1969 in Posen.

## Wirken
Das wissenschaftliche Werk von Bohdan Winiarski umfasste vor allem Arbeiten zum polnischen und zum französischen Verfassungsrecht sowie zum internationalen Wasserrecht, insbesondere dem Flussrecht. Er leistete außerdem wichtige Beiträge zu einem besseren Verständnis des internationalen Rechts in seinem Heimatland und des polnischen Rechtssystems im Ausland.

## Werke (Auswahl)
- Ustrój prawno-polityczny Galicyi. Warschau, Lublin und Łódź 1915
- Les institutions politiques en Pologne au XIXe siècle. Paris 1920
- Wybór źródeł do nauki prawa międzynarodowego. Warschau 1938